# Castineta
Castineta település Franciaországban, Haute-Corse megyében. Lakosainak száma 35 fő (2022. január 1.). Castineta Morosaglia, Croce, Gavignano és La Porta községekkel határos.

## Népesség
A település népességének változása:
| Lakosok száma | 63   | 37   | 31   | 53   | 50   | 44   | 41   | 40   | 38   | 35   |
|               | 1968 | 1982 | 1990 | 2006 | 2013 | 2015 | 2017 | 2019 | 2020 | 2022 |